# 오미역 (아이치현)
오미역(일본어: 大海駅)은 일본 아이치현 신시로시에 위치한 도카이 여객철도 이다선의 철도역이다. 단선 · 섬식을 합친 2면 3선의 복합 승강장을 갖춘 지상역이다.

## 역 주변
- 나가시로 성터
- 신시로 종합 공원
- 국도 제151호선
- 국도 제257호선

## 역사
- 1900년 9월 23일 : 도요카와 철도의 종착역 '오미 역'으로서 개업.
- 1903년 3월 15일 : '나가시로 역'으로 개칭.
- 1923년 2월 1일 : 호라이지 철도가 개업, 당 역으로 노선 연장.
- 1943년 8월 1일 : 도요카와 철도 · 호라이지 철도의 국유화에 수반해 국유철도 이다선의 역으로 된다. 동시에 '오미 역'으로 개칭.
- 1969년 8월 : 현재의 역사로 개칭.
- 1984년
  - 1월 16일 : 차급 화물의 취급을 폐지.
  - 2월 1일 : 하물의 취급을 폐지.
- 1985년 4월 1일 : 무인역화.
- 1987년 4월 1일 : 일본국유철도 분할 민영화에 의해, 도카이 여객철도가 승계.

## 인접 역
| 도카이 여객철도 이다선   | 도카이 여객철도 이다선 | 도카이 여객철도 이다선   |
| ------------------------ | ---------------------- | ------------------------ |
| 미카와토고 도요하시 방면 | ■ 쾌속 (상행선만 운전) | 혼나가시노 고마가네 방면 |
| 도카이 여객철도 이다선   |                        |                          |
| 미카와토고 도요하시 방면 | ■ 보통                 | 도리이 다쓰노 방면       |